# 마지막 섹스 그리고 사랑
《마지막 섹스 그리고 사랑》은 한국에서 제작된 이세일 감독의 2011년 에로, 드라마 영화이다. 이브 등이 주연으로 출연하였다.

## 출연

### 주연
- 이브
- 지훈